# کامناره
کامناره (به صربی: Kamenare) یک منطقهٔ مسکونی در صربستان است که در کروشواتس واقع شده‌است. کامناره ۴۷۴ نفر جمعیت دارد.